# 탈랄 빈 압둘아지즈 알사우드

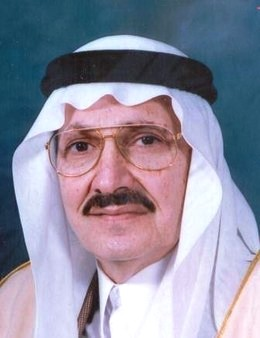

탈랄 빈 압둘아지즈 알사우드(아랍어: طلال بن عبد العزيز آل سعود: 1931년 8월 15일 - 2018년 12월 22일)는 사우디아라비아의 왕족, 정치인, 사업가, 독지가다. 사우드가의 일원이었으나 자유주의적인 성향을 가지고 조국의 입헌과 법의 지배를 요구했다. 1960년대 자유왕족운동의 지도자였다.